# 大宮開成中学・高等学校
大宮開成中学・高等学校（おおみやかいせいちゅうがく・こうとうがっこう）は、埼玉県さいたま市大宮区に所在する私立中学校・高等学校。高校募集の高等部と中学募集の中高一貫部があり、中学校から入学した内部進学の生徒と高等学校から入学した外部進学の生徒が3年間別クラスになる中高一貫校。設置者は学校法人開成学園だが、同名の開成中学校・高等学校を設置している開成学園とは無関係。

## 概観
2022年4月現在
- 理事長 : 松﨑一洋
- 学校長 : 松崎慶喜

## 沿革
（沿革節の主要な出典は公式サイト）
- 1942年（昭和17年）8月 : 大宮洋裁女学校創設。
- 1949年11月 : 大宮高等洋裁学校と改称。
- 1953年4月 : 準学校法人開成学園設立。
- 1959年2月 : 学校法人開成学園に組織変更。大宮開成高等学校（普通科・商業科・家庭科）設立。現在地に移転する。
- 1974年4月 :施設・設備計画5ヶ年計画策定
- 1975年3月 : 第一期新校舎落成（鉄筋4階建20教室）。
- 1976年9月 : 総合体育館落成。
- 1979年1月 : 第二期新校舎落成（鉄筋5階建管理校舎）。
- 1981年3月 : 特別教室校舎落成。
- 1985年8月 : 学生ホール落成。
- 1987年3月 : 格技場（松崎記念講堂清心館）落成。
- 1988年4月 : 家庭科を家政科と改称。
- 1992年（平成4年）5月 : 総合体育館プライムホールカイセイ落成。
- 1994年
  - 4月 : サテライングリーンチャンネル施設設置（代々木ゼミナール授業受講施設）。
  - 11月 : 芝川グラウンド完成。
- 1996年4月 : 芝川グラウンド拡張。
- 1997年4月 : 普通科に特進コースを設置、特進のみ男女共学とする。
- 1998年4月 : 普通科を「特進」・「進学」・「普通」・「スポーツ」の4コースとし、普通コース・商業科・家政科以外すべて男女共学とする。
- 2001年
  - 4月 : 普通科を「特進選抜」・「特進」・「進学選抜」・「進学」・「総合」・「スポーツ」の6コースとし、総合コース・家政科以外すべて男女共学とする。
  - 11月 : 新校舎「ウェルカムホール棟」落成。
- 2002年4月 : 学園創立60周年記念記念式典。
- 2003年3月 : 商業科廃止。
- 2004年4月 : 普通科を「特進選抜」・「特進」・「進学選抜」・「進学」・「総合」の5コースとし、総合コース・家政科以外すべて男女共学とする。スポーツコースを募集停止。
- 2005年
  - 4月 : 普通科（高校部）を「特進選抜 医歯薬理系」・「特進選抜 難関国立文系」・「特進α（国立・難関私大）」・「特進β（難関私大）」・「進学選抜」・「進学」の6コースとし、家政科以外すべて男女共学とする。総合コースを募集停止。中学校（中高一貫部）を開設し、「大宮開成中学・高等学校」と改称。
  - 5月 : 国際興業バス 大08系統(大宮駅東口 - 直行 - 天沼町)の運行を開始。
- 2006年
  - 3月 : 中学校校舎落成。
  - 4月 : 普通科（高校部）を「特進選抜 医歯薬理系」・「特進選抜 難関国立文系」・「特進α（国立・難関私大）」・「特進β（難関私大）」・「選抜α」・「選抜β」の6コースとする。進学選抜・進学コースを募集停止。キャンパス整備事業完成。
- 2007年4月 : 普通科（高校部）を「特進選抜 医歯薬理系」・「特進選抜 難関国立文系」・「特進選抜 国立総合」・「特進α（難関私大）」・「特進β（上位私大）」・「選抜（中堅私大）」の6コースとする。
- 2008年
  - 1月 : 3号館内装リニューアル。
  - 4月 : 家政科の募集停止。普通科のみとなる。中高一貫部1期生高校へ進学。
  - 11月 : 音楽練習棟楽友ホール落成。
- 2009年
  - 4月 : 普通科（高校部）を「特進選抜 国立理数」・「特進選抜 国立総合Ⅰ類」・「特進選抜 国立総合Ⅱ類」・「特進S（難関私大）」・「特進α（上位私大）」・「特進β（中堅私大）」の6コースとする。中高一貫部に「英数特科クラス」を新設、「特別進学クラス」との2コース体制とする。1号館内装リニューアル。
  - 9月 : 中学運動広場完成。
- 2010年** 3月 : 家政科廃止
- 2011年
  - 4月 : 普通科（高校部）を「特進選抜 国立先進」・「特進選抜 国立Ⅰ類」・「特進選抜 国立Ⅱ類」・「特進S」・「特進α」・「特進β」の6コースとする。
  - 10月 : 開成館コミュニティセンター落成。
- 2012年11月 : 校舎耐震工事完了。
- 2015年4月 : 普通科（高校部）を 「特進選抜 国立先進」・「特進選抜 国立Ⅰ類」・「特進選抜 国立Ⅱ類」・「特進SⅠ」・「特進SⅡ」の5コースとする。
- 2016年4月 : 図書館棟落成。
- 2017年4月 : 普通科（高校部）を 「特進選抜 先進」・「特進選抜 Ⅰ類」・「特進選抜 Ⅱ類」・「特進選抜 S」の4コースとする。制服リニューアル。
- 2019年
  - 2月 : 新体育館落成（当初、2018年10月落成予定）[3]。
  - 3月 : 土曜日の予備校講師によるライブ授業を廃止。木曜日の7限を原則廃止。
  - 4月 : 中高一貫部の「特別進学クラス」を廃止、「英数特科コースTクラス」・「英数特科コースSクラス」の2コース体制とする。当年度より土曜日に年8回、高等部1・2年生において探求型の授業である「愛知和ラーニング」を開始。
- 2021年4月 : 普通科（高校部）を「特進選抜 先進」・「特進選抜 Ⅰ類」・「特進選抜 Ⅱ類」の３コースとする。

## 施設
- 中学校校舎
- ウェルカムホール棟（1階 多目的ホール／2階 - 4階 普通教室）
- 5階建校舎（1号館、2号館）
- 4階建校舎（3号館）
- 図書館棟（１階 図書室／2階 自習室・ラーニングコモンズ）
- 学生ホール（1階 学生食堂・購買部／2階 合宿所）
- 開成館コミュニティセンター（防災倉庫）
- 楽友ホール
- 松﨑記念講堂 清心館（1階 多目的ホール／3階 格技場）
- 総合体育館 -プライムホール・カイセイ-
- 第1グラウンド
- アーチェリー場・テニスコート（第2グラウンド）
- 芝川グラウンド
- 新体育館（中学運動広場跡）

## クラブ活動
中学
アーチェリー
サッカー
ソフトテニス
卓球
チアダンス
バスケットボール
ハンドボール
バドミントン
科学
コーラス
吹奏楽
美術
文芸
将棋
クイズ研究
高校
アーチェリー
空手道
剣道
サッカー
ソフトテニス
ソフトボール
卓球
チアリーダー
チアダンス（チーム名は「TOPS」）
薙刀
バスケットボール
バドミントン
バレーボール
ハンドボール
野球
陸上競技
イラスト
インターアクト
演劇
科学
軽音楽
コーラス
茶道
写真
情報処理
食物研究
書道
吹奏楽
美術
文芸
和太鼓(チーム名は「鼓風」)
ESS
同好会
クイズ研究
囲碁・将棋
華道
家庭科研究
動画
放送
鉄道研究

## 年間行事
|      |      | 中高一貫部                                                                   | 高校部 |
| 4月  | 初旬 | 入学式                                                                       | 入学式 愛知和講演 |
| 4月  | 中旬 | 中学1年生 フレッシュマンキャンプ 高校2年生 ジュニアキャンプ※中1・高2合同行事 | |
| 4月  | 下旬 | 芸術鑑賞会                                                                   | 芸術鑑賞会 |
| 5月  | 初旬 |                                                                              | |
| 5月  | 中旬 |                                                                              | |
| 5月  | 下旬 | 体育祭 ※一貫部のみで実施                                                     | 体育祭 ※高校部のみで実施 |
| 6月  | 初旬 | 高校1年生 筑波大学見学会                                                     | |
| 6月  | 中旬 | 高校2年生 大学バス見学会                                                     | 2年生 大学バス見学会 |
| 6月  | 下旬 | 中学2年生 奈良京都研修旅行                                                   | |
| 7月  | 初旬 |                                                                              | |
| 7月  | 中旬 |                                                                              | |
| 7月  | 下旬 | 中学1年生 牧場体験 中学3年生 国際交流キャンプ 夏期講習 【第1クール】         | 1年生 宿坊研修 夏期講習 【第1クール】 |
| 8月  | 初旬 | 夏期講習 【第2クール】                                                       | 夏期講習 【第2クール】 |
| 8月  | 中旬 | アメリカ夏期短期ホームステイ ※中学3年生以上、任意参加                        | アメリカ夏期短期ホームステイ ※任意参加 |
| 8月  | 下旬 |                                                                              | |
| 9月  | 初旬 |                                                                              | |
| 9月  | 中旬 | 中学1年生 水泳教室                                                           | |
| 9月  | 下旬 | 中学1年生 国内留学プログラム 高校1年生 オーストラリア海外語学研修旅行        | 1年生 大学バス見学会 2年生【特進選抜先進・Ⅰ類コース】 ニュージーランド海外語学研修旅行 2年生【特進選抜Ⅱ類】 オーストラリア海外語学研修旅行 |
| 10月 | 初旬 |                                                                              | |
| 10月 | 中旬 | 球技大会 ※中学生・高校生それぞれ別実施、高校生は高校部と合同                 | 球技大会 |
| 10月 | 下旬 | 文化祭                                                                       | 文化祭 |
| 11月 | 初旬 |                                                                              | |
| 11月 | 中旬 | 強歩大会 ※中学生                                                             | |
| 11月 | 下旬 |                                                                              | |
| 12月 | 初旬 |                                                                              | |
| 12月 | 中旬 |                                                                              | |
| 12月 | 下旬 | 中学生 スキー実習 ※任意参加                                                  | 1、2年生 合唱コンクール |
| 1月  | 初旬 | 中学入学試験                                                                 | |
| 1月  | 中旬 | 中学入学試験                                                                 | |
| 1月  | 下旬 |                                                                              | 高校入学試験 |
| 2月  | 初旬 |                                                                              | |
| 2月  | 中旬 |                                                                              | |
| 2月  | 下旬 | 中学生・高校1年生 開成文化週間（プレゼンテーション発表）                     | |
| 3月  | 初旬 | 高校卒業式                                                                   | 卒業式 |
| 3月  | 中旬 |                                                                              | |
| 3月  | 下旬 | ステージ修了式・中学卒業証書渡し 春期講習                                    | 春期講習 |

## クラス編成

### 2018年度
- 中学1年生…A-E組の計5クラス
- 中学2年生…A-D組の計4クラス
- 中学3年生…A-D組の計4クラス
- 高校1年生…1~15組の計15クラス
- 高校2年生…1~16組の計16クラス
- 高校3年生…1~19組の計19クラス

## 大学合格実績水増し問題
全国の学校で相次いで問題になる中、2007年（平成19年）8月に、大宮開成高校でも大学合格実績水増し問題が発覚した。
2002年（平成14年）から大学受験料を負担していた。成績の優秀な生徒10人以内に対し毎年、MARCHなど有名私大の各学部受験料を援助する制度を設けていた。

## 著名な教職員
- 山本博（保健体育）

## 著名な出身者
- ダンプ松本[5]
- 西尾佳
- 森辺彩

## 交通・アクセス
大宮駅東口6番のりば （すべての路線に乗車可能）
- 国際興業[6]
  - 大10 東新井団地
  - 大12 中川循環

以上の系統で「天沼町」下車
大宮駅東口7番のりば （『堀の内橋経由』のバスに乗車可能）
- 国際興業[7]
  - 大01 浦和美園駅西口
  - 大02 浦和学院高校
  - 大04 大谷県営住宅
  - 大04-3 東部リサイクルセンター
  - 大81 さいたま東営業所

以上の系統で「天沼町」下車
大宮駅東口11番のりば
- 国際興業バス [8]
  - 大08 【直行】天沼町（大宮開成）（7:18 - 8:05のみ運行、開校日のみ運行）

以上の系統に乗車、終点「天沼町」下車
※学校登校時間帯に運行している路線のみ記載。
※大02-2、大02-4、大04-2、大11、大100は「天沼町」に停車しないので注意。
※大宮駅方面から乗車の場合、途中「天沼一丁目」は別停留所であるので注意。